# Edward Cocks
Edward Charles Cocks (27 de julio de 1786 – Burgos, 8 de octubre de 1812) fue un político y militar británico, muerto en combate en España durante la Guerra de Independencia. 
Primogénito de John Cocks, primer conde (earl) de Somers, fue miembro del Parlamento del Reino Unido entre 1806 y su muerte (en 1812) por la circunscripción de Reigate.
En diciembre de 1808 se trasladó a España para luchar en la Guerra de la Independencia. Aparte de las acciones bélicas, también se dedicó al espionaje del enemigo, y llegó a tener la categoría de mayor. Murió en 1812 cuando dirigía un asalto al castillo de Burgos, en poder francés.
Cocks era un estrecho colaborador de Arthur Wellesley, futuro duque de Wellington, quien admiraba su valor y su sagacidad. Wellesley sintió una profunda consternación cuando supo la muerte de Cocks. Entró en la habitación del entonces coronel Frederick Ponsonby y, tras pasear en completo silencio, comunicó a sus jóvenes oficiales con un hilo de voz: Cocks ha muerto (Cocks is dead).
El funeral tuvo lugar en la iglesia de San Juan de Ortega.